# Windsor Castle
Windsor Castle is een kasteel in het Britse stadje Windsor (in het graafschap Berkshire). Het is een van de residenties van het Britse Hof en de Britse koninklijke familie verblijft hier regelmatig.

## Inleiding
Windsor Castle is het grootste nog bewoonde kasteel ter wereld; en dit al gedurende bijna 950 jaar. De oppervlakte beslaat ruim 450 are (45000 vierkante meter). De meeste vorsten gebruikten het als tweede woning, omdat zij er de voorkeur aan gaven in Buckingham Palace in Londen te wonen. Sommigen, waaronder koning George IV, gebruikten het ook als hun hoofdverblijfplaats. Sinds 1917 draagt het Britse koninklijk huis ook de naam Windsor.

## Geschiedenis
Het kasteel werd in 1070 gebouwd in opdracht van Willem de Veroveraar, als verdedigingsburcht. Daarna is het aanzienlijk veranderd en uitgebreid, naar de modernere noden van de tijd. In zijn huidige vorm werd het gebouwd in de tijd van Hendrik II en Hendrik III (eind 12e en begin 13e eeuw). Onder koning Eduard III (14e eeuw) werd het uitgebouwd tot koninklijke residentie. Eduard IV liet de St George's Chapel (1475 - 1528), in de zogeheten perpendicular style bouwen. Koningin Victoria stelde de Staatsvertrekken het eerst open voor het publiek in 1845. Het kasteel herbergt een unieke verzameling tekeningen (Leonardo da Vinci, Holbein) en schilderijen van de koninklijke collectie.

## Architectuur
Het kasteel bestaat uit twee grote delen, gescheiden door de grote middeltoren (Round Tower); in de toren is een deel van de koninklijke collectie en de koninklijke archieven gehuisvest. Op deze toren wappert de Grote Koninklijke Standaard (6x8 meter) als de vorst er verblijft; is hij er niet, dan wordt de Union Jack gehesen. Aan de ene kant ligt de Lower Ward, met de Saint George's Chapel, waar de thuisbasis ligt van de Orde van de Kousenband.
Aan de andere kant in de Upper Ward, liggen vooral de privé-vertrekken van de koninklijke familie; ook liggen er staatsvertrekken die worden gebruikt voor staatsbanketten, o.a. Saint George's Hall die 55,5 meter lang is en 9 meter breed. Het kasteel is ingericht met collecties porselein, meubels, klokken, schilderijen, keramiek, boeken, manuscripten, wapens en textiel, die worden beheerd door de koning.

## St George's Chapel
De gotische kapel is een "royal peculiar", wat inhoudt dat de kerk niet onder het gezag van een bisschop valt. Het is een huiskapel van de koning van het Verenigd Koninkrijk.
In en onder de kapel bevindt zich de rustplaats van elf Britse monarchen: Edward IV, Henry VI, Henry VIII, Karel I, George III, George IV, William IV, Edward VII, George V, George VI en Elizabeth II.
Onder de vloer van het koor werd ten tijde van Hendrik VIII een kleine vierkante grafkelder gebouwd. Daarin rusten Hendrik en zijn favoriete echtgenote Jane Seymour, de moeder van zijn enige wettige zoon. Later werd daar ook het onthoofde lichaam van Karel I van Engeland bijgezet. In 1696 volgden de lichamen van de achttien jonggestorven kinderen van koningin Anna. Deze kelder is alleen toegankelijk door de zware sluitsteen in het pad van het koor te verwijderen.

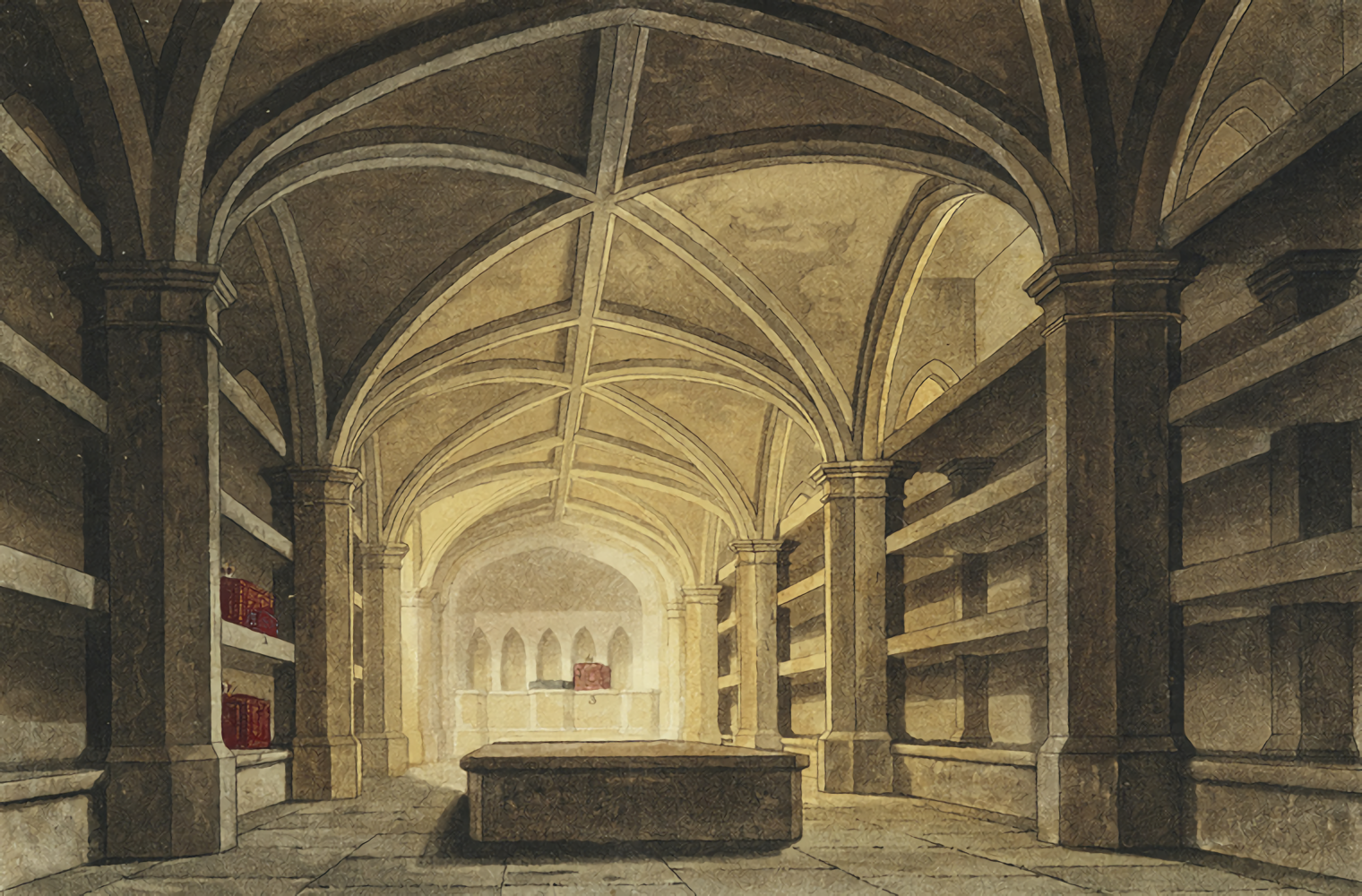
Grafkelder

Onder de kapel achter de kerk ligt een grote kelder die door George III werd aangelegd. De kelder meet 27 bij 28 voet en in het midden rusten twaalf grote stenen platen op voetstukken. Deze zijn bestemd voor de kisten van Britse monarchen. Voor de andere leden van de koninklijke familie zijn 69 nissen in de muur beschikbaar. Sinds de aanleg werden in deze kelder zes monarchen en achttien prinsen en prinsessen bijgezet. Victoria en Edward VIII liggen in Frogmore. Sinds op 10 januari 1930 de kisten van prins Adolphus, hertog van Cambridge (gestorven in 1850) en prinses Augusta van Cambridge (gestorven in 1889) van Kew naar de grote kelder werden overgebracht zijn er alleen tijdelijke bijzettingen geweest en wordt de grote grafkelder niet meer gebruikt. Koning Eduard VII heeft tot 22 april 1927 in de grafkelder gelegen maar toen werden zijn kist en die van zijn echtgenote overgebracht naar een eigen kelder aan de zuidkant van het koor. George V werd in de kelder bijgezet maar op 29 februari 1939 naar zijn eigen kelder aan de noordzijde van de kapel overgebracht. George VI lag van 1953 tot 26 maart 1969 in de grote kelder. Nu rusten hij en zijn vrouw in een eigen kelder aan de noordkant van de kapel. In de kelder is ook de as van hun dochter Margaret Rose bijgezet. De leden van de Britse koninklijke familie werden soms tijdelijk in de kelder bijgezet om later in Frogmore te worden begraven en sinds kort vinden veel begrafenissen kort na hun overlijden in Frogmore plaats. Twee prinsessen werden gecremeerd en ook hun as rust in de kelders onder de kapellen.
In de catacomben ten westen van het altaar rust sinds 21 november 1879 de Abessijnse prins Alamayu, zoon van Theodorus II van Ethiopië. Hij was in 1872 door Britse troepen naar Engeland gebracht en werd daar opgevoed. De Britse regering nam de verantwoordelijkheid voor de opvoeding van de jonge Ethiopiër op zich. Prins Alamayu volgde een opleiding op de exclusieve school in Rugby en was cadet op de Militaire Academie in Sandhurst toen hij op 14 november 1879 op 18-jarige leeftijd stierf.
St George's Chapel is gebouwd door Eduard IV (r. 1461-70 en 1471-83) en voltooid door Hendrik VIII. In de Lower Ward wordt ook dagelijks de ceremoniële wacht afgelost.

## Windsor Great Park
Windsor Park is 2200 hectare groot en omvat Virginia Water (24 hectare). Karel II legde de Long Walk aan; een vijf kilometer lange weg die het kasteel verbindt met Windsor Great Park. Ooit was het park een jachtterrein van de monarchen, gekocht door Karel II in 1680; tegenwoordig is het onderdeel van de Crown Estate. In oktober 2003 onthulde de koningin er haar jubileumstandbeeld.

## Historische gebeurtenissen
- Talrijke staatsbanketten, meestal in de Saint George's Hall of in de Waterloo Chamber.
- Grote brand (zie verder)
- Huwelijk van prins Charles met Camilla Parker Bowles

Voor dit huwelijk werd het kasteel versierd met 35.000 narcissen. Ruim 2000 gasten waren op het feest aanwezig
- Huwelijk van prins Edward met Sophie Rhys-Jones
- Jaarlijkse "Service of the Garter"
- Huwelijk van prins Harry met Meghan Markle
- Begrafenis van Philip Mountbatten

## Grote Brand van Windsor
Op 20 november 1992 brak in de Private Chapel (tussen C en D op nevenstaande plattegrond) rond het middaguur brand uit. De brand breidde zich snel uit en het duurde tot de avond voor de brand onder controle was. De laatste vlammen werden pas in de vroege ochtend van de volgende dag gedoofd. Er ontstond veel schade aan de grote staatsvertrekken in de Upper Ward; ruim 100 zalen en salons werden beschadigd. Onderzoek wees uit dat de brand was ontstaan doordat een gordijn, na langdurig in aanraking te zijn geweest met een lamp, vlam vatte. De gevolgen waren rampzalig: het middeleeuwse dakgebint van de St George's Hall stortte volledig in en grote schilderijen gingen verloren omdat ze niet konden worden verplaatst. Vele mensen van de koninklijke huishouding en het leger hielpen mee om de ontelbare kunstschatten te evacueren. Koningin Elizabeth kwam zelf kijken en moest machteloos toezien hoe een groot deel van haar kasteel in de as werd gelegd.
Veel van de inboedel, waaronder historisch meubilair, schilderijen, edelsmeedwerk, tapijten en documenten, had water- of rookschade opgelopen. De restauratie nam vijf jaar in beslag en kostte 36,5 miljoen pond sterling, 3,5 miljoen pond minder dan oorspronkelijk was begroot. 70 procent van de kosten werd bijeengebracht door delen van Windsor Castle en Buckingham Palace, tegen een entreeprijs van respectievelijk drie en acht pond, voor het eerst in de geschiedenis open te stellen voor het publiek.

## Plattegrond

Plattegrond van het kasteel
----

## Afbeeldingen

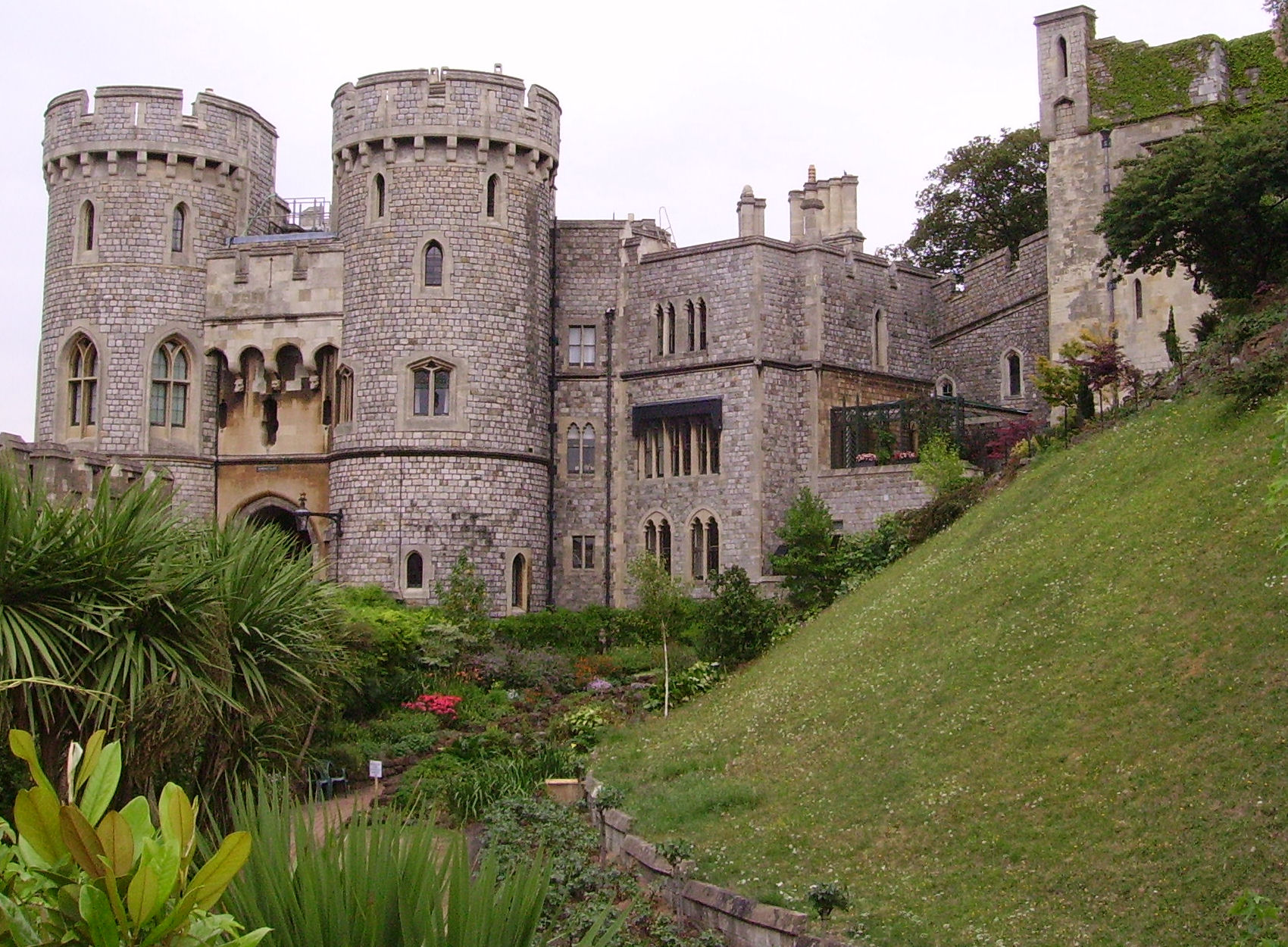
Windsor Castle, Norman gate (M)
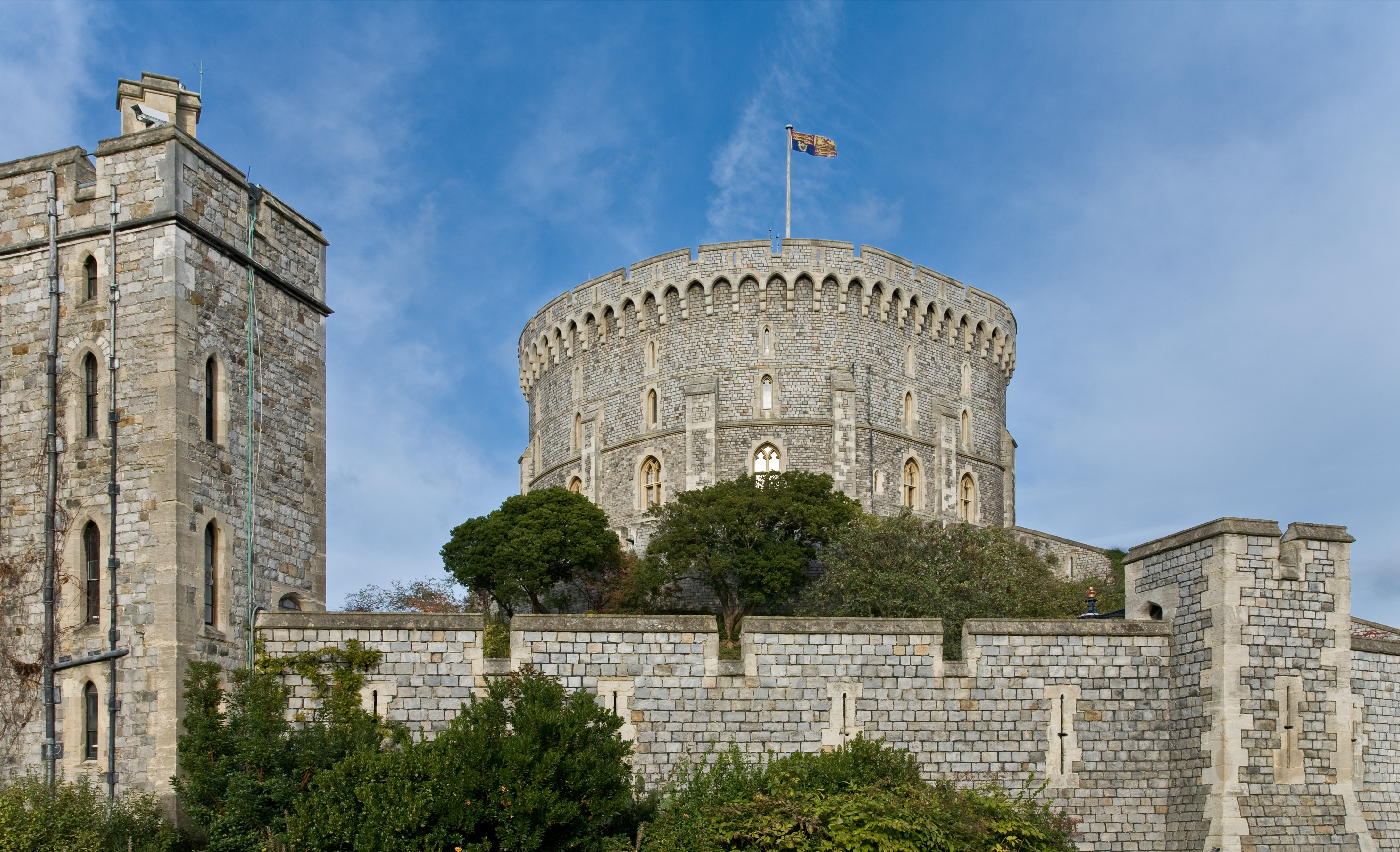
Windsor Castle, Round Tower (A)
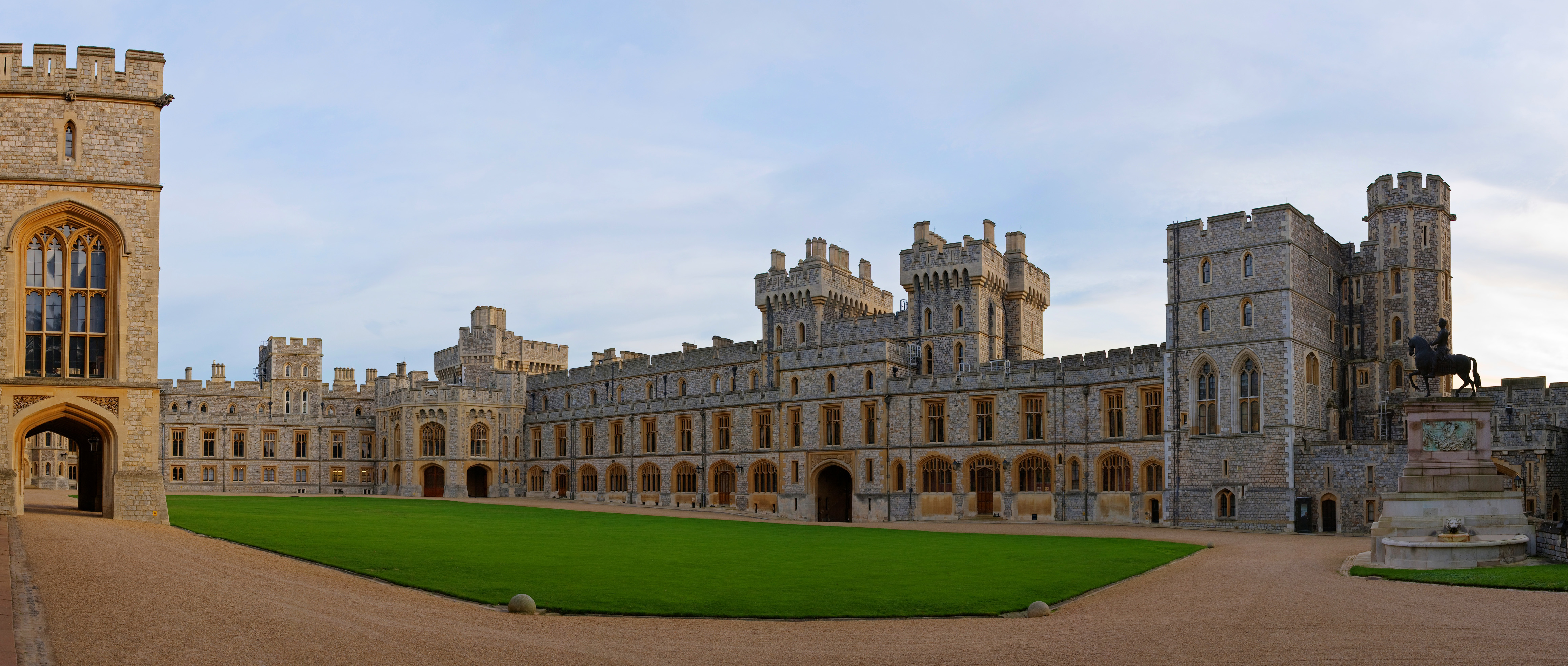
The Quadrangle (B), gezicht op South Wing (E)
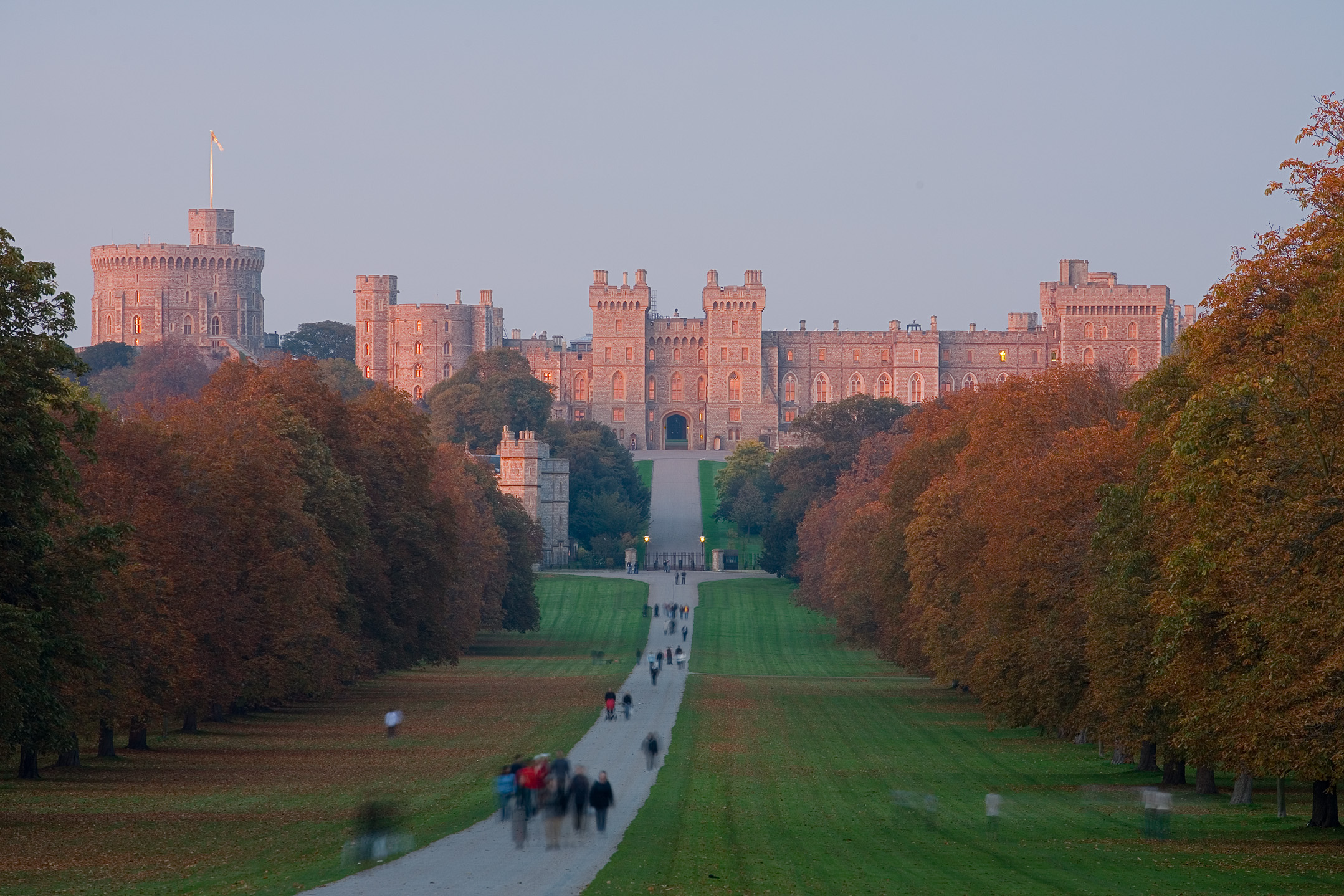
The Long Walk (L), gezicht op South Wing (E)
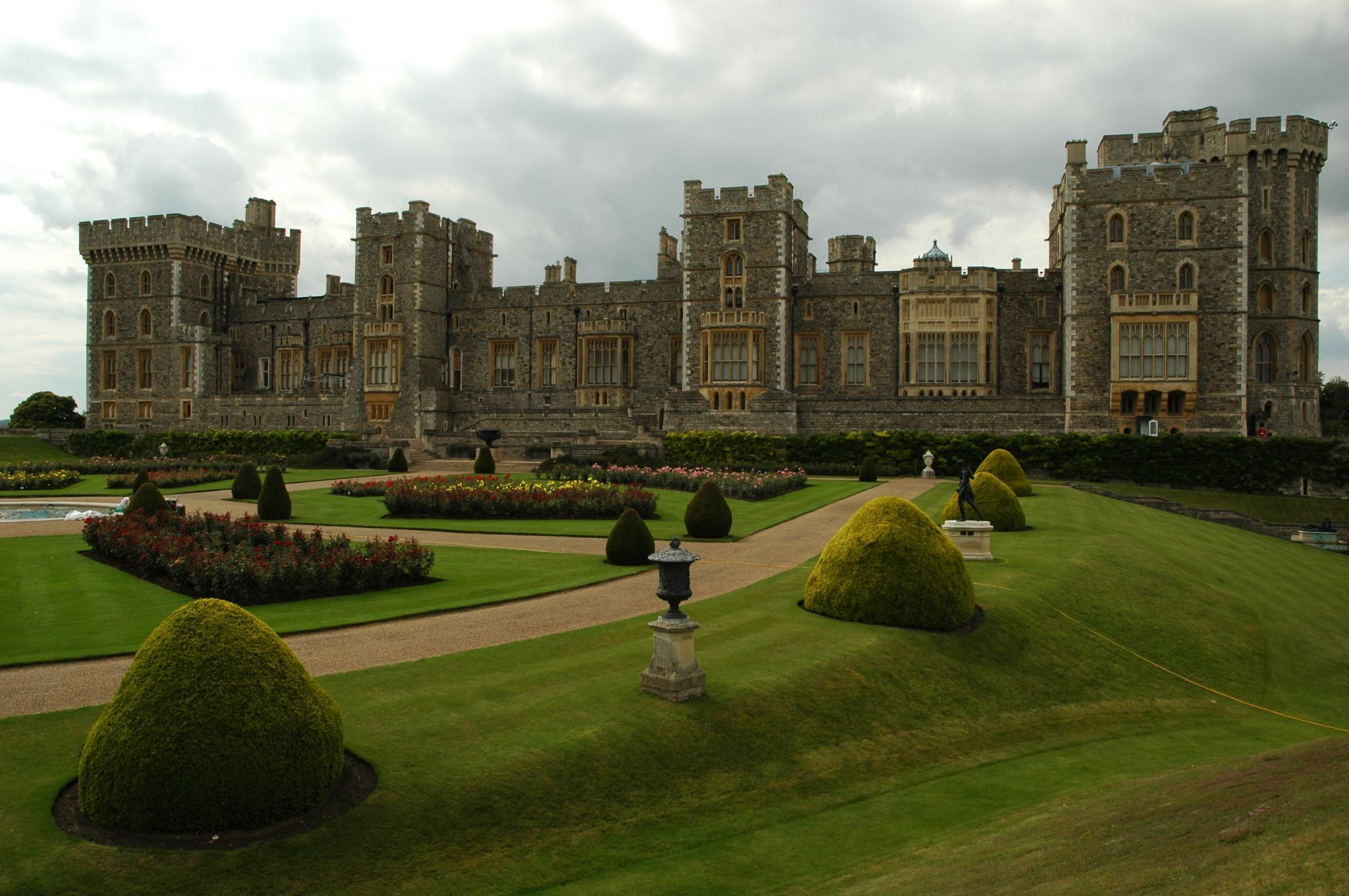
East Terrace, gezicht op Private Apartments (D)
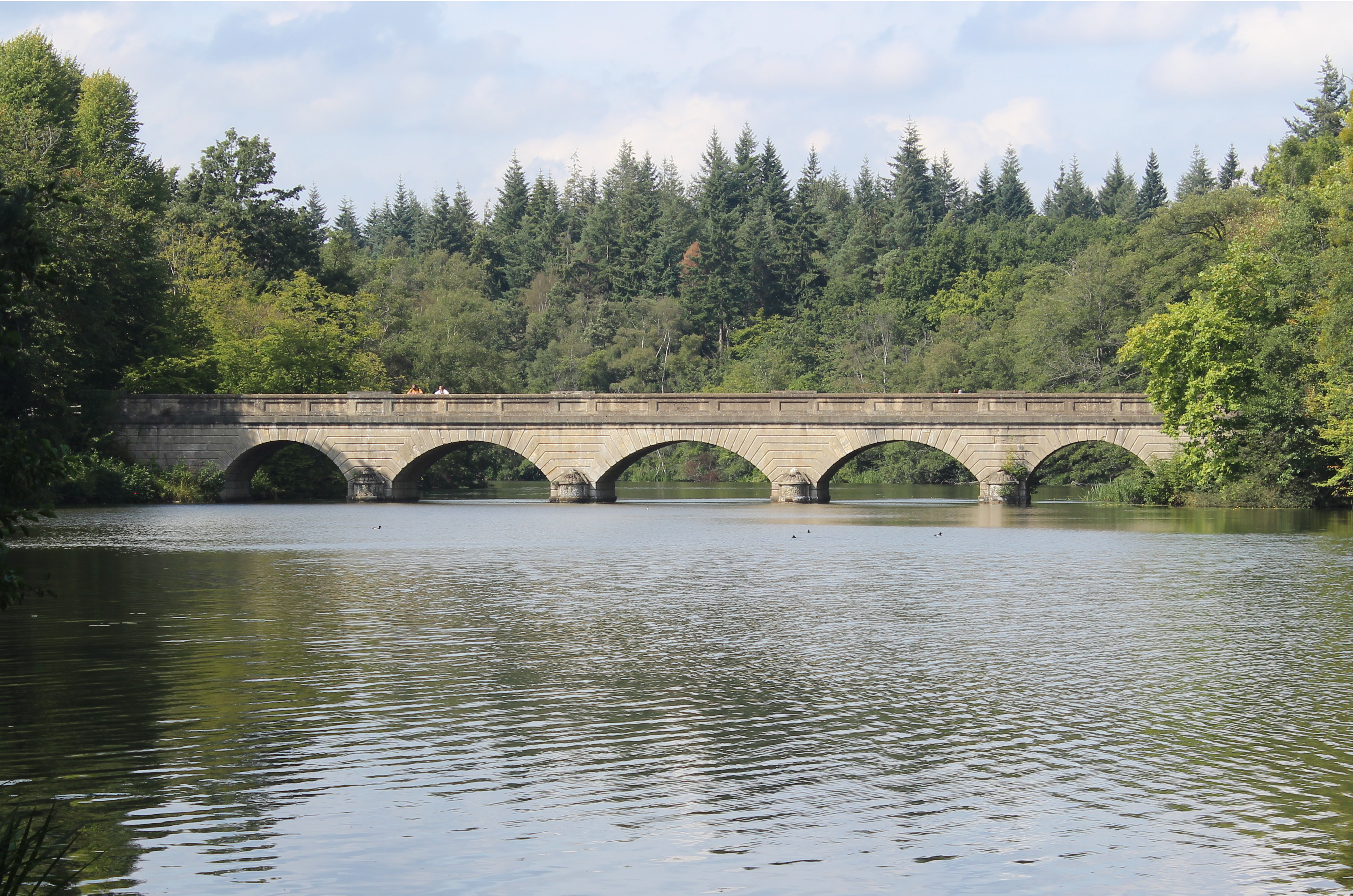
Brug (gebouwd in 1822-7) over de bovenloop van Virgina Water

## Bekende bewoners van Windsor Castle

### Geboren
- Eduard III van Engeland (1312-1377), koning van Engeland (1327-1377)
- Hendrik VI van Engeland (1421-1471), koning van Engeland (1422-1461,1470-1471) en koning van Frankrijk (1422-1453)
- Alice van Battenberg (1885-1969), Duits en Grieks prinses. Moeder van Britse prins Philip Mountbatten

### Overleden
- George III (1738-1820), koning van het Verenigd Koninkrijk van 1760 tot dood
- George IV (1762-1830), koning van het Verenigd Koninkrijk van 1820 tot dood
- Victoire van Saksen-Coburg-Saalfeld (1786-1861), Duits prinses
- Albert van Saksen-Coburg en Gotha (1819-1861), echtgenoot van koningin Victoria
- Elizabeth Bowes-Lyon (1900-2002), echtgenote van koning George VI
- Philip Mountbatten (1921-2021), echtgenoot van koningin Elizabeth II